# آکادمی (دوره‌ای)

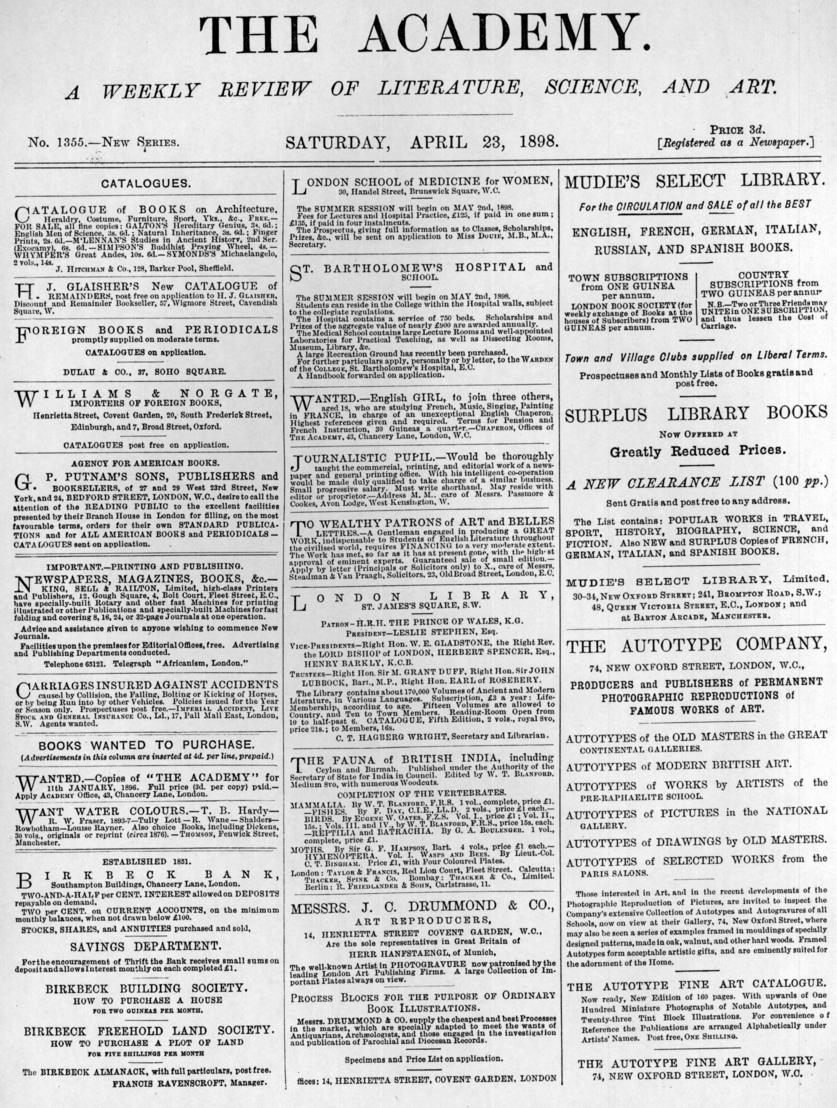
مجله آکادمی

آکادمی (به انگلیسی: The Academy) مجله‌ای است که مروری بر ادبیات و موضوعات کلی دارد و از سال ۱۸۶۹ تا ۱۹۱۵ در لندن منتشر می‌شد، همچنین از ۱۹۰۲ تا ۱۹۰۵ عنوان آن آکادمی و ادبیات بود که توسط چارلز اپلتون تأسیس شد.
اولین شماره این مجله در ۹ اکتبر ۱۸۶۹ تحت عنوان آکادمی: گزارش ماهانه ادبیات، یادگیری، علم و هنر منتشر گردید. از اکتبر ۱۸۶۹ تا ژانویه ۱۸۷۱ به صورت ماهانه، سپس به صورت شش ماه یکبار از فوریه ۱۸۷۱ تا ۱۸۷۳، و از سال ۱۸۷۴ تا ۱۹۰۲ به صورت هفتگی با عناوین آکادمی: بررسی هفتگی ادبیات، علم و هنر و سپس آکادمی: بررسی هفتگی منتشر می‌شد. ادبیات و زندگی. آخرین شماره آن ۱۵۴۹ بود که در ۱۱ ژانویه منتشر شد. در ژانویه ۱۹۰۲ آکادمی با نشریه ادبیات ادغام شد و به آکادمی و ادبیات تبدیل گردید. با این حال، نشریه ادغام شده همچنان شماره تسلسل آکادمی را حفظ کرد و در سال ۱۹۰۵ به نام آکادمی بازگشت.